# Франсіско Пуньяль
Франсіско Пуньяль Мартінес (ісп. Francisco Puñal Martínez, нар. 6 вересня 1975, Памплона), відомий як Пачі Пуньяль (ісп. Patxi Puñal) — іспанський футболіст, що грав на позиції опорного півзахисника за «Осасуну».

## Клубна кар'єра
Народився 6 вересня 1975 року в Памплоні. Вихованець футбольної школи клубу «Осасуна». 1996 року почав залучатися до матчів другої команди клубу, а за рік дебютував в іграх його головної команди на рівні другого іспанського дивізіону.
Був гравцем ротації у команді і по ходу сезону 1999-2000 для отримання регулярної практики був відданий в оренду до іншої друголігової команди, «Леганесв», де був стабільним гравцем основного складу.
Повернувшись влітку 2001 року до «Осасуни», що на той час вже виступала в елітній Ла-Лізі, також отримав місце у стартовому складі і залишався ключовою фігурою півзахисту команди протягом наступних тринадцяти сезонів. 2009 року після завершення кар'єри Сесаром Кручагою був обраний капітаном команди.
2012 року оновив клубний рекорд для гравців «Осасуни» за кількістю офіційних ігор, провівши на той час рекордну 464-ту гру в усіх турнірах. Загалом до завершення кар'єри у 2014 році відіграв за команду 513 офіційних матчів, з них 458 у чемпіонатах Іспанії.

## Виступи за збірну
У 2002–2007 роках провів три гри за невизнану ФІФА і УЄФА збірну Країни Басків.